# Liste der bayerischen Gesandten beim Heiligen Stuhl
Dies ist eine Liste der bayerischen Gesandten beim Heiligen Stuhl in Rom vom 6. Oktober 1605 bis zum 30. Mai 1934.

## Gesandte

### Gesandte desHerzogtum Bayern
1605: Aufnahme diplomatischer Beziehungen
- 1605–1623: Julius Cäsar Crivelli (–1627)

### Gesandte desKurfürstentum Bayern
- 1623–1627: Julius Cäsar Crivelli (–1627)
- 1627–1659: Francesco Crivelli (–1659)
- 1659–1678: Giovanni Battista Maccioni (–1678), Geschäftsträger
- 1659–1678: Carlo Conti Geschäftsträger
- 1659–1678: Rannuzio Pallavicino (1632–1712), Geschäftsträger
- 1678–1703: Abate Pompeo Scarlatti
- 1703–1711: Giovanni Battista Scarlatti
- 1711–1725: Abate Alessandro Clemente Scarlatti
- 1725–1742: Filippo Massimiliano Scarlatti
- 1742–1765: Pompeo Scarlatti
- 1765–1768: Giacomo Cordier, Geschäftsträger
- 1768–1776: Gian Francesco Catena

…
- 1803–1806: Johann Casimir Häffelin (1737–1827)

### Gesandte desKönigreichs Bayernbzw. desFreistaates Bayern
- 1806–1809: Johann Casimir Häffelin (1737–1827)

1809–1814: Unterbrechung der Beziehungen infolge der französischen Annexion der Stadt Rom
- 1815–1827: Johann Casimir Häffelin (1737–1827)
- 1827–1829: vakant
- 1829–1831: Konrad Adolf von Malsen (1792–1867)
- 1832–1854: Karl von Spaur (1794–1854)
- 1854–1867: Ferdinand von Verger (1806–1867)
- 1867–1869: Joseph von Sigmund (1820–1901)
- 1869–1874: Carl von Tauffkirchen-Guttenburg (1826–1895)
- 1875–1883: Ludwig von Paumgarten-Frauenstein (1821–1883)
- 1883–1906: Anton Wilhelm von Cetto (1835–1906)
- 1906–1909: Georg von und zu Guttenberg (1858–1935)
- 1909–1934: Otto von Ritter zu Groenesteyn (1864–1940)

1934: Auflösung der Gesandtschaft